# Chitonga (Malawi)
Pour les articles homonymes, voir Tonga.
Cet article concerne la langue bantoue parlée au Malawi. Pour langue bantoue parlée en Zambie et au Zimbabwe, voir Chitonga.
Le chitonga ou tonga est une langue bantoue parlée au Malawi. Elle n’est pas à confondre avec le chitonga, une autre langue bantoue parlée en Zambie et au Zimbabwe.